# CozyCot
CozyCot ist eine Website für Frauen aus Ostasien und Südostasien (v. a. Singapur) zum Aufbau sozialer Netzwerke. CozyCot wurde im Jahre 2001 gegründet und bringt seit 2010 eine Zeitung heraus.

## Geschichte
CozyCot begann im November 2001 als ein Internetportal in Singapur, bei dem die Mitglieder Berichte veröffentlichen konnten, oder Meinungen und Shopping- und Mode-Tipps austauschen konnten. Als sich die Online-Gemeinschaft vergrößerte, begann die Gründerin Nicole Yee, Live-Events für die Mitglieder zu organisieren, um sie zusammenzubringen. Einige Parfüm-Hersteller bemerkten die stetig wachsende Gemeinschaft und boten ihr Unterstützung an, indem sie die Veranstaltungsorte zur Verfügung stellten. Weitere kommerzielle Projekte folgten (Workshops, Produktvermarktung, Online-Shopping etc.), was (zusammen mit dem Auftreten der Website unter den Top 100.000 in der Alexa-Wertung) zu der Entscheidung führte, es in ein Unternehmen umzuwandeln. Im Jahre 2002 gründete Nicole Yee CozyCot Pte Ltd als leitendes Unternehmen des Portals. Später, in 2008, investierte sie $100.000 in die Internetseite. Die Einnahmen des Unternehmens überstiegen im Jahre 2009 US-$ 1 Mio. mit einem Zuwachs von 115 %.
Die Gemeinschaft weitete sich immer mehr aus als sich die Leserschaft von Singapurs Frauenmagazinen sich mehr und mehr dem Online-Inhalt zuwandte. Dadurch entwickelte sich das Portal zu Singapurs größter Online-Gemeinschaft für Frauen in den Bereichen Beauty, Mode und Lifestyle, mit über 500.000 Besuchern jeden Monat. Außerdem erweiterte sich die Gemeinschaft auch geographisch: um den Rest von Ostasien sowie unter asiatischen Frauen aus Australien und Neuseeland, was CozyCot zu einer regionalen Website machte, die „Singapur auf der Weltkarte markierte“. Seit 2006 rangiert CozyCot jedes Jahr als beste Frauenseite auf der Hitwise Singapore Online Performance Award-Liste.
Im Oktober 2009 verkündete Mindshare die Herausgabe einer Online-Realityshow auf CozyCot. Die Show mit Namen House Husbands fokussiert sich auf eine Gruppe von Männern, die versuchen zu beweisen, dass sie ebenso geübt im Sitzungssaal sind, wie im familiären Babyzimmer. Die Mitwirkenden kämpfen dabei in verschiedensten Erziehungsaufgaben um Preise.
Durch die Eröffnung eines knapp 100-Quadratmeter großen Geschäftes in Orchard Central (Ninki-Ô) und die Herausgabe der CozyCot-Zeitung ist das Unternehmen auch offline präsent.  Im Mai 2010 übertrug CozyCot Nielsen die Aufgaben der Webanalyse und der Überwachung der Einschaltquote (the website is audited by Nielsen since 2005) (die Website wird seit 2005 von Nielsen überwacht).

## Gemeinschaft
Die Nutzer von CozyCot, die auch „Cotters“ genannt werden, interagieren innerhalb des Forums als auch beim Austausch über Beautyprodukte bei den Live-Events, die von den Mitarbeitern organisiert werden. Es besteht ein Punkte-Sammelsystem, bei dem ein Mitglied Belohnungen für seine Unterstützung bekommen kann (basierend auf der Aktivität auf der Seite).

## Forum
Das anfängliche Forum der frühen Jahre war vorwiegend dazu bestimmt, Shopping- und Mode-Tipps und Meinungen auszutauschen. Danach breitete es sich auf die Bereiche „Haus und Leben“, „Mutterschaft“, „Karriere“, „Finanzen“, „Technik“ und „Hochzeiten“ aus. Diese Themen werden als „Kanäle“ bezeichnet (seit dem 29. April 2009 sind es 28). Das Forum wurde für sein breites Themenspektrum gewürdigt, da manche davon (zum Beispiel Spas und Düfte) bei anderen Foren merklich fehlen. Die Hauptsprache ist Englisch, aber es gibt (teilweise) auch Einträge auf Chinesisch. Eine CozyCot-Debatte zum Thema „Plastische Chirurgie“ mit über 1.000 Kommentaren und 8 Millionen Aufrufen wurde in Hankook Ilbo abgedeckt, wenn man die besonderen chinesischen Ansichten zu diesem Thema und deren Kosmetik-Tourismus nach Südkorea bedenkt.

## Berichte
CozyCot verfügt über eine Produktbibliothek von über 35.000 Produkten, die für die Mitglieder zur Verfügung stehen. Eine iPhone-Scannersoftware erlaubt es den Nutzern, Produktberichte von der CozyCot-Website abzurufen, indem die Strichcodes mit der Kamera des iPhones des Kunden erfasst werden.

## Zeitung
Seit April 2010 wird eine Zeitung namens CozyCot als eine 25-seitige kostenlose monatliche Veröffentlichung mit einer Auflage von 200.000 herausgegeben.

## Ehrungen
CozyCot gewann seit 2006 5 Jahre hintereinander den ersten Preis für die beste Frauen-Seite von Singapur auf der Hitwise Singapore Online Performance Award-Liste.